# 三松車站 (大阪府)
三松車站（日语：／ Mitsumatsu eki */?） 是屬水間鐵道水間線之車站，位於大阪府貝塚市三松879-3。 

## 車站構造
側式月台1面1線的地面車站。無人站。

## 車站周邊
- 貝塚市立木島小学校
- 大阪府道40号岸和田牛滝山貝塚線

## 歷史
- 1926年1月30日：設站。

## 相鄰車站
水間鐵道
水間線
森－三松－三山口

## 相關題目
- 日本鐵路車站列表

1. ↑  大阪府統計年鑑（平成23年）PDF